# 金喬尼
喬納森·金（英語：Jonathan Kim，1984年2月5日—）或稱金喬尼（英語：Jonny Kim），韓裔美國海軍少校、軍醫、美国国家航空航天局宇航员。他在2017年6月錄取成為第22組宇航员，於2020年1月自培訓計畫中畢業。

## 出身与教育
金的雙親在1980年代初從韓國移居美國，在洛杉磯南部開了一家酒行。金的父親幾乎沒有接受過高中教育，喬納森·金於1984年生於洛杉磯。金的母親在撫養他和他的弟弟時，曾在小學擔任過代課教師。金在2018年接受急診醫學年鑑採訪時表示童年的自己因為缺乏自信而沉默寡言。
在金就讀聖摩尼卡高中期間，他修習了進階先修課程且在班上的成績斐然，還參加了游泳比賽和水球比賽，他在2002年畢業。金在2012年獲得聖地牙哥大學文學士學位（拉丁文學位榮譽）、在2016年獲得哈佛醫學院醫學士學位，在2017年，他在麻省總醫院和布萊根婦女醫院結束急診醫師實習訓練。金的父親在金進入美國海軍前就已經過世。

## 美國海軍生涯
金在16歲時初次聽聞有關美國海軍特種作戰司令部的事，並決定要加入海軍，因此他在接下來的高中生活中都持續鍛鍊體魄，以祈自己的體能可以適應嚴峻的特種作戰訓練。金表示「加入海軍是我這一生中做出的最好決定，因為我的軍旅生涯將那個沒有夢想、成天怕東怕西的男孩轉變成一個開始相信自己的人。」
在2002年，金入伍並成為美國海軍的新兵，受訓後以特戰隊員的身分被分配到海豹突擊隊。他兩度隨軍前往中東，並以軍醫、狙擊手、領航員、偵查兵的身分參與超過一百次戰鬥任務，他在2009年成為軍官。在2012年進入醫療部隊。金受頒銀星勳章、銅星勳章、表揚勳章、和作戰行動勳章 ，乔科·威林克表示，金因為在戰爭中救治了多名伊拉克政府軍人而獲銀星勳章。
要擔任真正的「軍醫」（Military Physician），是需要醫學士（M.D. 或 D.O.）資格的。

### 為什麼喬納森·金在取得醫學士之前就能進入軍醫體系？
這裡有一些關鍵背景：
1. STA-21 計畫：這個美國海軍的「Seaman to Admiral-21」計畫是讓優秀士兵接受高等教育、培訓成為軍官的管道。Jonny Kim 在服役期間申請該計畫，被接受後去讀大學（取得數學學士）。
2. 接著進入醫學院就讀：完成學士學位後，他申請並進入了哈佛醫學院，海軍出資培養他。等於是海軍「贊助」他成為軍醫。
3. 完成醫學學位後才正式成為軍醫：他於2016年從哈佛醫學院畢業（M.D.），並完成住院醫師訓練（internship），這才有了完整的「軍醫」資格。

## NASA生涯

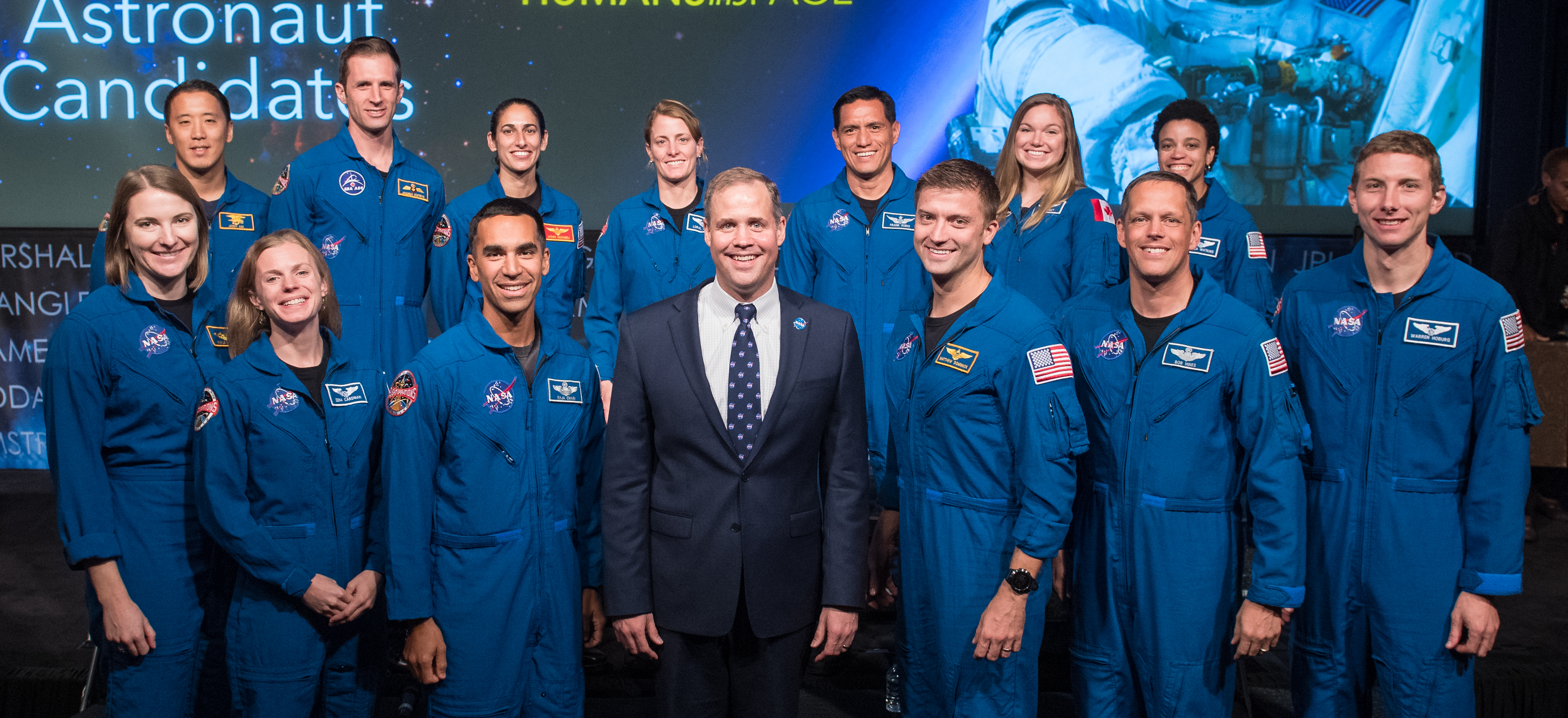
第22組宇航员和吉姆·布萊登斯坦合影。攝於2018年。

在哈佛醫學院就讀期間，金遇見了身兼宇航员和醫師身分的史考特E·帕拉辛斯基並受到他啟發，也申請成為宇航员，後來他從超過18300人中脫穎而出，在2017年6月，成為十二名第22組宇航员之一，他在2017年8月21日報到，並於2020年1月10日畢業，依據NASA的說法，金會在NASA宇航员辦公室服務，同時為阿提米絲計畫的太空任務待命。

## 家庭
截至2020年1月，金已婚且育有三子。

## 延伸閱讀
- Roza, David. . Task & Purpose. 2020-01-22  [2020-01-24]. （原始内容存档于2020-01-24） （英语）.